# Haziq Kamaruddin
Haziq Kamaruddin, né le 4 juillet 1993 à Johor Bahru (Malaisie) et mort le 14 mai 2021 à Kajang (Malaisie), est un archer malaisien.

## Biographie
Haziq Kamaruddin fait ses débuts au tir à l'arc en 2005. Ses premières compétitions internationales ont lieu en 2011. En 2012, il participe à sa première édition des Jeux olympiques.

### Mort
Le 14 mai 2021, au lendemain de l'Aïd el-Fitr, il tombe inconscient à son domicile de Kajang après avoir effectué la prière de sobh. Transporté à l'hôpital de Kajang (ms), son décès y est confirmé à 9 h 37 (UTC+8). Rapidement, des rumeurs l'imputant à la pandémie de Covid-19 ou au programme de vaccination contre cette dernière (en) commencent à apparaître sur les médias sociaux. S'il a été testé négatif au Covid-19 selon le Conseil national des sports (ms), il n'en demeure pas moins qu'il a effectivement reçu deux doses de vaccin (Pfizer-BioNTech), indispensables pour pouvoir se rendre aux JO de Tokyo en juillet 2021,. Cependant le ministère de la Santé malaisien (en) annonce que son autopsie n'a pas permis d'établir un lien avec cela et qu'il est mort d'une athérosclérose,. 
Sa prière funéraire et son enterrement ont lieu le 15 mai 2021 à Merlimau (en), la ville natale de sa femme. 

## Palmarès
- Jeux olympiques[8]
  - 33e à l'épreuve individuelle homme aux Jeux olympiques d'été de 2012 à Londres.
  - 9e à l'épreuve par équipe homme aux Jeux olympiques d'été de 2012 à Londres (avec Khairul Anuar Mohamad et Cheng Chu Sian).
  - 33e à l'épreuve individuelle homme aux Jeux olympiques d'été de 2016 à Rio de Janeiro.
  - 9e à l'épreuve par équipe homme aux Jeux olympiques d'été de 2016 à Rio de Janeiro (avec Khairul Anuar Mohamad et Muhammad Akmal Nor Hasrin).

- Coupe du monde[1]
  -  Médaille d'argent à l'épreuve par équipe homme à la coupe du monde 2011 de Shanghai.
  -  Médaille d'argent à l'épreuve par équipe homme à la coupe du monde 2013 de Medellín.
  -  Médaille de bronze à l'épreuve par équipe homme à la coupe du monde 2017 de Salt Lake City

- Championnats d'Asie[1]
  -  Médaille d'or à l'épreuve par équipe homme aux Championnats d'Asie de 2011 de Téhéran.
  -  Médaille de bronze à l'épreuve par équipe homme aux championnats d'Asie de 2017 à Dhaka.